# Chironomus sanus
Chironomus sanus är en tvåvingeart som först beskrevs av Weyenbergh 1886.  Chironomus sanus ingår i släktet Chironomus och familjen fjädermyggor. Inga underarter finns listade i Catalogue of Life.